# Arceuthobium vaginatum
El Injerto de ocote (Arceuthobium vaginatum) es una planta de la familia Santalaceae.

## Descripción
Es una planta erguida o colgante que alcanza un tamaño de 30 a 50 cm de largo. Los tallos van de color naranja brillante a café oscuro y están muy ramificados. Las flores también son de color naranja. Los frutos son un poco ovoides y pequeños.

## Distribución y hábitat
Es originaria de América boreal y está presente en clima templado entre los 2000 y los 3350 metros, asociada a bosques de encino y de pino.

## Propiedades
Esta planta se emplea para el dolor de pulmones y las reumas. En Hidalgo y Durango, la planta completa se hierve y se toma como té una vez al día por las mañanas contra dichas molestias, y en algunos casos, se emplea para calmar los nervios. Se menciona además su uso para normalizar la presión arterial.

## Taxonomía
Arceuthobium vaginatum fue descrita por (Humb. & Bonpl. ex Willd.) J.Presl y publicado en O Prirozenosti rostlin 2: 28. 1825.
Etimología
Arceuthobium: nombre genérico que deriva de las palabras griegas arkeuthos =  "enebro", y bios =  "vida", porque era la única especie incluida en el género en el que le fue dado por primera vez el nombre, ya que era un parásito de Juniperus oxycedrus.
vaginatum: epíteto latino que significa "enfundados, que tiene una funda ".
Sinonimia
- Razoumofskya vaginata Kuntze
- Razoumowskia mexicana Hoffm. ex J.Presl
- Viscum vaginatum Humb. & Bonpl. ex Willd. basónimo[5]